# María Concepción Argüello
María Concepción Argüello (19 de febrero de 1791 - 23 de diciembre de 1857), nativa de California, hija de José Darío Argüello, penúltimo gobernador español de la Alta California, es principalmente recordada por su romance con Nikolái Rezánov, pionero de la colonización y descubrimientos rusos en América (Alaska y costa del Pacífico hasta California).

## Biografía

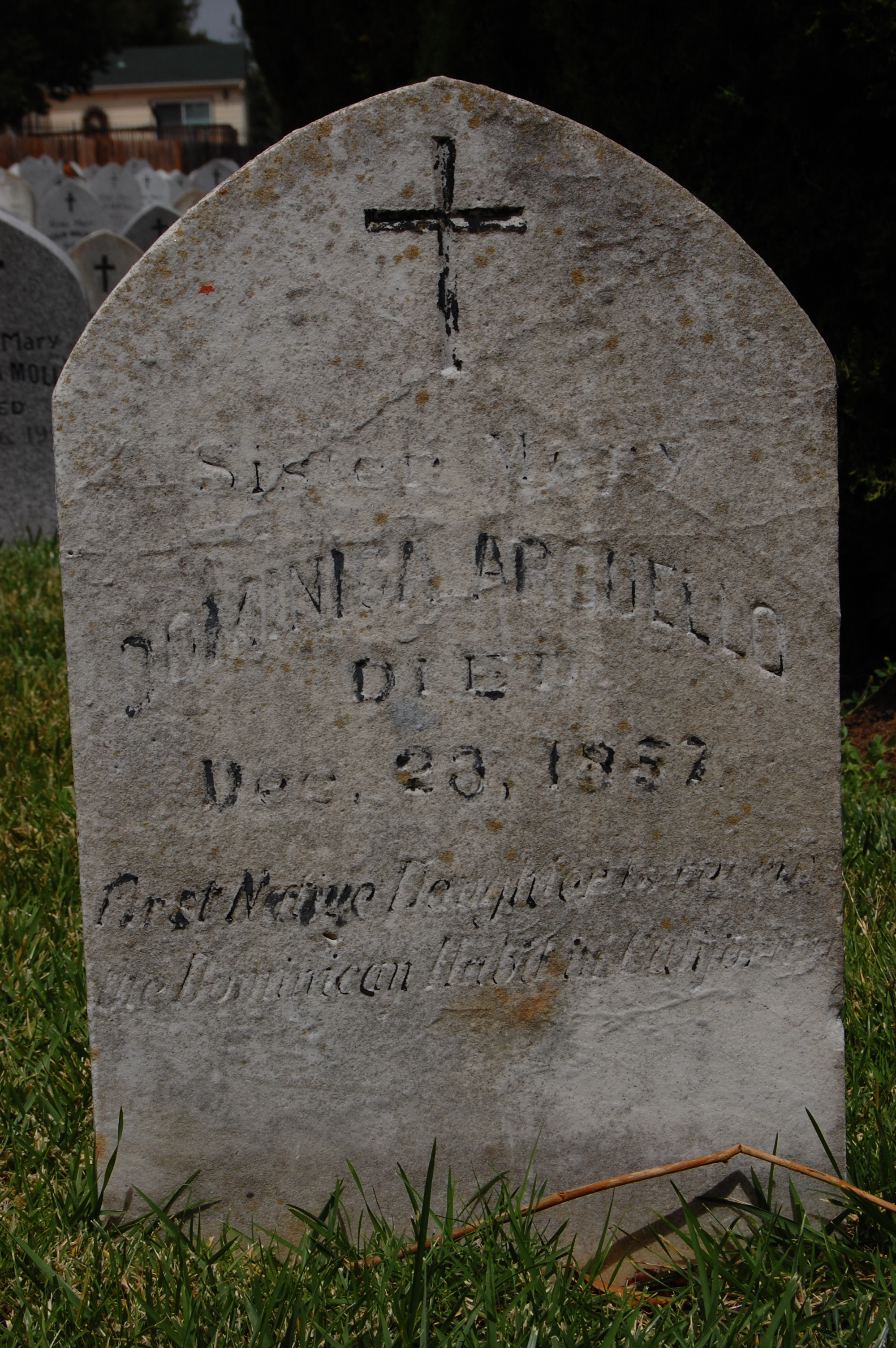
Tumba de Concepción Argüello

Nació en el Presidio de San Francisco. Con solo 15 años se enamoró de Nikolái Rezánov, jefe de la Compañía rusa en Alaska. Pasó por momentos difíciles en California donde se relacionó con el gobernador Argüello por cuestiones logísticas, ya que la Corona española no admitía tratos con los rusos en esa parte del mundo. La pareja se enamoró (1806) y Nikolái retornó a Rusia para solicitar al zar el permiso de matrimonio con Concepción (ella era católica y él, ortodoxo). Durante su viaje por Siberia en 1807, se accidentó al caer de su caballo y, de resultas, enfermó y murió. Está sepultado en Krasnoyarsk.
Se cuenta que Conchita Argüello nunca conoció el fatal final de Nikolái y que lo esperó largos años mientras rechazaba otras solicitudes amorosas. Mucho tiempo después ingresó como monja en el Monasterio de Santa Catalina de Monterey (California), fundado en 1851, donde tomó el nombre de Sister Mary Dominica O.P. Fue, pues la primera monja originaria de California en ingresar en la orden dominicana.  Son las actuales Hermanas Dominicas de San Rafael, de Benicia y en ella permaneció hasta su fallecimiento en 1857. Sus restos descansan en el cementerio de Santo Domingo, Benicia, procedentes del cementerio del Convento de Santa Catalina (1894). Un monumento marca su tumba.
Según otras fuentes, Argüello estuvo esperando el permiso del Papa para casarse. Y se enteró de la muerte de Rezánov un año más tarde, en 1808, cuando el jefe de la Compañía Americana de Rusia, Aleksandr Baránov, escribió a su hermano. Aunque liberada de su compromiso, optó por permanecer célibe para, finalmente, entrar en clausura pasados los 60 años de edad.